# Stichillus cylindratus
Stichillus cylindratus är en tvåvingeart som beskrevs av Nakayama och Hiroshi Shima 2004. Stichillus cylindratus ingår i släktet Stichillus och familjen puckelflugor. Inga underarter finns listade i Catalogue of Life.